# Kristi Kirke København
Kristi Kirke København er en kristen frikirke, som blev etableret i 1991 i København. Kirken er en del af International Churches of Christ (ICOC), som er international sammenslutning af kristne menigheder.
Pepperdine University udgav et dokument i 2010, hvori de fremhæver ICOC's kerneoverbevisninger. De mest fremtrædende af disse overbevisninger er følgende:
- at Gud har skabt Himmelen og Jorden og menneskeheden,
- at Jesus Kristus er Guds søn, og at han døde på et kors for menneskehedens synder,
- at Biblen er direkte inspireret af Gud, og at den derfor er ufejlbarlig,[3]
- at menneskets frelse udelukkende afhænger af Guds nåde, og ikke af gerninger,
- at alle medlemmer er omfattet af Missionsbefalingen,[4]
- at man bliver kristen og dermed modtager tilgivelsen og Helligånden ved dåben, som dog først kan ske efter forudgående omvendelse fra synd og bekendelse til Jesus,
- at man som kristen skal være Jesu discipel og leve i lydighed til Gud,
- at kirken og dens medlemmer bør imitere de første kristne gennem bl.a. bibellæsning, bøn, fællesskab, nadver og kollekt.

Kristi Kirke København har dette dokument på deres webside.
Kirken adskiller sig især fra karismatiske bevægelser som fx Pinsebevægelsen ved at tro på frelse gennem dåben. I modsætning til fx Folkekirken praktiserer Kristi Kirke og ICOC udelukkende voksendåb, da de som nævnt ovenfor forudsætter, at den døbte først har omvendt sig fra sine synder og bekendt sig til Jesus.
Kirken er blevet karakteriseret som en kult, og dens brødremenigheder i udlandet er blevet kritiseret og sagsøgt for bl.a. kontrol af medlemmer og ledere der har udnyttet medlemmer økonomisk og seksuelt.
Kristi Kirke København er tilknyttet den internationale hjælpeorganisation HOPE Worldwide.

## Eksterne links
- Hjemmeside
- International hjemmeside